# Watson (Rennwagen)

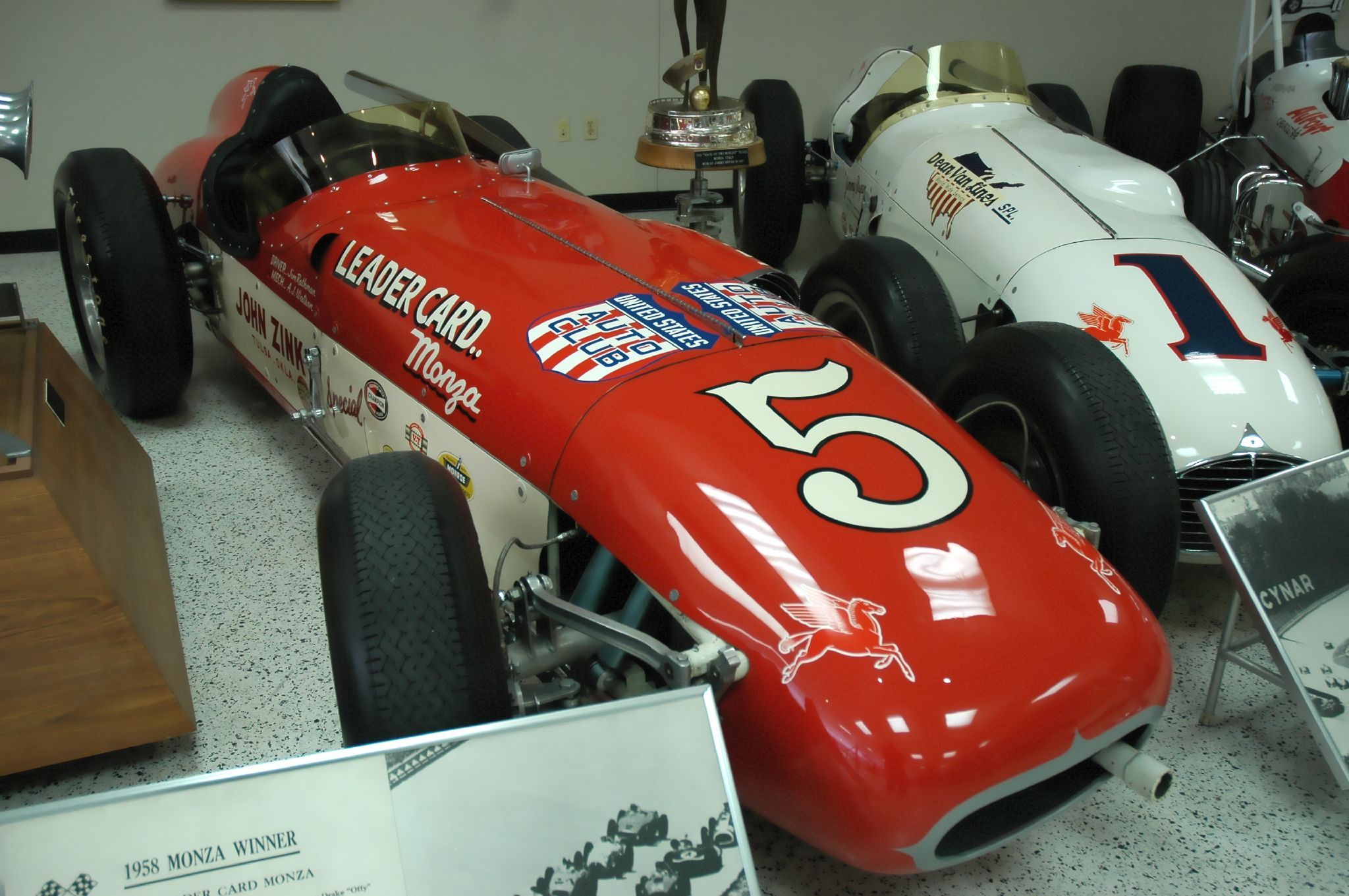
Der Leader-Watson-Offenhauser von Jim Rathmann, Siegerwagen des Rennens der zwei Welten 1958

Watson war ein US-amerikanischer Chassis-Hersteller im Monoposto-Rennwagenbau der 1950er und 1960er Jahre.

## Entwicklungsgeschichte
A. J. Watson (1924–2014) gehörte neben Frank Kurtis zu den talentiertesten und erfolgreichsten Rennwagenkonstrukteuren der ersten drei Jahrzehnte nach dem Zweiten Weltkrieg. Nach anfänglichen Schwierigkeiten, Watson begann schon Ende der 1940er Jahre mit dem Rennwagenbau, schaffte Jim Rigsby 1953 eine erste Zielankunft bei den 500 Meilen von Indianapolis.

## Renngeschichte
Von unterschiedlichsten Teams eingesetzt und in der Regel von Offenhauser-Motoren angetrieben blieben Watson-Rennwagen in den Folgejahren sechs Mal bei den 500 Meilen erfolgreich. 1956 gab es den Premierensieg durch Pat Flaherty. Rodger Ward triumphierte 1959 und 1962 gleich zweimal mit einem Frontmotor-Watson. Neben Jim Rathmann (1960) und dem späteren Teambesitzer Parnelli Jones (1963), der in den 1970er Jahren auch ein Formel-1-Team unterhielt, feierte 1964 A.J. Foyt den zweiten seiner vier Indy-500-Siege auf einem Chassis von Watson.